# Geophis bellus
Geophis bellus este o specie de șerpi din genul Geophis, familia Colubridae, descrisă de Robert F. Myers în anul 2003. Conform Catalogue of Life specia Geophis bellus nu are subspecii cunoscute.